# Patricia Montfort
Patricia Montfort (18 agosto 1963) è un'ex cestista messicana.

## Carriera
Con il Messico ha disputato i Campionati americani del 1993.